# Tyvek
Tyvek /taɪˈvɛk/ és una marca de material sintètic compost de fibres de polietilè d'alta densitat unides pel mètode flashspun (o format ràpid a través de pressió sense teixit); és una marca registrada de DuPont. Es fa servir sobretot com a material aïllant i protector durant la construcció d'habitatges. També és comú trobar-lo en sobres de correu que demanden una alta resistència, polseres de concerts i festivals o vestits protectors en laboratoris. És un material molt resistent, difícil d'estripar però que es pot tallar fàcilment amb tisores o navalles. El vapor d'aigua pot passar fàcilment a través del Tyvek, però no l'aigua en estat líquid. Aquestes propietats fan que el Tyvek sigui un material molt útil en diversos tipus d'aplicacions.